# Mykoła Kniażycki
Mykoła Kniażycki (ur. 2 czerwca 1968 we Lwowie) – ukraiński dziennikarz, poseł do Rady Najwyższej Ukrainy 7 i 8 kadencji, przewodniczący Komisji ds. Kultury i Duchowości, współprzewodniczący Grupy Parlamentarnej ds. Kontaktów Międzyparlamentarnych z Rzecząpospolitą Polską, przewodniczący Komisji Parlamentarnej Stowarzyszenia między Ukrainą i UE.
W przeszłości kierownik koncernów medialnych i kanałów telewizyjnych Tonis i STB, UT-1, Gazeta 24. Były członek Krajowej Rady Radiofonii i Telewizji Ukrainy. Członek Austriackiego Międzynarodowego Instytutu Prasy (International Press Institute). Żonaty, ma dwóch synów i córkę. Producent serii filmów dokumentalnych.

## Biografia

### Wczesne lata
Urodzony 2 czerwca 1968 roku w rodzinie nauczycielskiej.
W 1985 roku rozpoczął studia na wydziale dziennikarstwa Kijowskiego Uniwersytetu Narodowego, otrzymał dyplom w 1992 roku. Nauka na okres dwóch lat była przerwana przez odbywanie służby wojskowej – od czerwca 1986 do maja 1988.
W drugiej połowie lat 90. zdobył drugie wyższe wykształcenie na wydziale międzynarodowego prawa i biznesu Instytutu studiów podyplomowych Lwowskiego Uniwersytetu Narodowego im. Franka.

### Kariera
Po zakończeniu służby wojskowej, równolegle ze studiami, rozpoczął pracę zgodną ze specjalizacją. Od lutego 1989 do stycznia 1991 pracował jako specjalny korespondent redakcji informacyjnej Derżteleradio USRR (Держтелерадіо УРСР), prowadzący programu „Informacje wieczorne” oraz korespondent Centralnej Telewizji na Ukrainie („Telewizyjna Służba Informacyjna”).
Od lutego do stycznia 1992 – kierownik punktu korespondenckiego radziecko-kanadyjskiego przedsiębiorstwa Most. Korespondent na Ukrainie programu „Wiesti” (Вєсті) Rosyjskiej Państwowej Teleradiokompanii, emisja programu rozpoczęła się 13 maja 1991.
Od lutego do czerwca 1992 roku – specjalny korespondent analizy i prognozy politycznej Derżtelradio Ukrainy (Держтелерадіо України), współprowadzący wspólnie z Oleksandrem Tkaczenkiem programu „Okna” („Вікна”). Od lipca 1992 do listopada 1994 dyrektor Centrum twórczości telewizyjnej (program telewizyjny „Okna” („Вікна”)). Jeden z inicjatorów stworzenia sieci niepaństwowych stacji UNIKA.
W 1992 jako dziennikarz oskarżony w sprawie kryminalnej o oszczerstwo, którego miał się dopuścić wykonując obowiązki naczelnika głównego śledczego wydziału Generalnej Prokuratury Ukrainy (ГПУ) Bolibok. Adwokatami w sprawie byli Jurij Ajwazjan i Wiktor Nikazakow. Po kilku miesiącach pod naciskiem prasy i społeczności sprawa została zamknięta ze względu na brak podstaw do oskarżenia
Od grudnia 1994 roku do października 1998 prezes ZAT „Międzynarodowe media centrum – STB” (ЗАТ „Міжнародний медіа центр – СТБ”), prowadzący program „Rating” („Рейтинг”). Od 1997 prezes telewizji STB i prowadzący program „Вікна-тижневик” („Okna – tygodnik”).
Od września 1998 roku prezes, a od 2 października 1998 do 17 listopada 1998 roku przewodniczący Rady Nadzorczej państwowej spółki akcyjnej „Ukraińska telewizja i radiofonia” („Українське телебачення і радіомовлення”) oraz prezes „Nacjonalnej telekompanii Ukrainy”.
Od grudnia 1998 do kwietnia 1999 roku przewodniczący rady administracyjnej ZAT „Międzynarodowe media centrum – STB” (ЗАТ „Міжнародний медіа центр – СТБ”).
Od 16 marca 1999 do 20 kwietnia 2000 oraz od 18 maja 2000 do 29 marca 2002 był członkiem Krajowej Rady Radiofonii i Telewizji Ukrainy (Національної ради України з питань телебачення і радіомовлення) (jako jeden z reprezentantów Rady Najwyższej Ukrainy). Został przedterminowo zdjęty z posady podczas przebywania na urlopie, w okresie kandydowania do Rady Najwyższej Ukrainy.
W dalszym okresie pracował jako dyrektor i był współwłaścicielem (9% udziałów) firmy „Mediadim” („Медіадім”), która była właścicielem aktywów kanału telewizyjnego Tonis i Gazety24. Po tym jak szereg dziennikarzy, między innymi Witalij Portnikow, zwolniło się z gazety oraz kanału telewizyjnego, obwiniając właścicieli (jako potencjalnego głównego beneficjenta nazwane Oleksandra Kosterina) w próbach wprowadzenia cenzury, Mykoła Kniażycki w listopadzie 2007 roku również odszedł z firmy. Publicznie ogłosił o wrogim przejęciu swoich udziałów w firmie przez Kosterina, który w tym okresie był przewodniczącym Partii Zielonych Ukrainy.
Od 2008 roku Mykoła Kniażycki wspólnie z częścią współpracowników, którzy zwolnili się z firmy „Mediadim”, zapoczątkował nowy projekt – kanał telewizyjny TVi (ТВі) („International Media Company”). Kniażycki objął posadę dyrektora generalnego TVi oraz prowadził cotygodniowy program autorski „Wieczór z Mykołą Kniażyckim”
W kwietniu 2012 roku podczas emisji TVi Kniażycki poinformował o naciskach na kanał telewizyjny z boku organów podatkowych, ponieważ TVi zostało poddane kolejnej kontroli podatkowej, pomimo że kilka miesięcy wcześniej kanał był już kontrolowany. Dwa tygodnie później współpracownicy milicji podatkowej „rozpoczęli terroryzowanie osób”, które świadczyły usługi dla telewizji TVi.
Służba prasowa prezydenta Janukowycza poinformowała o tym, że prezydent wyraził swój niepokój i polecił sprawdzenie podstaw prawnych otwarcia sprawy. Przedstawiciele organizacji „Reporterzy bez granic” („Репортери без кордонів”) nazwali to zastraszaniem dziennikarzy ukraińskich przed wyborami. Stany Zjednoczone zaapelowały do władz Ukrainy o zaprzestanie prześladowania, związanego z tą sprawą i zagwarantowanie pluralizmu i niezależności środków masowego przekazu. W rezultacie prokuratura unieważniła decyzję milicji podatkowej o wszczęciu sprawy kryminalnej przeciwko Mykoły Kniażyckiego.
W 2013 roku wystąpił jako autor koncepcji stworzenia nowego projektu medialnego – kanału telewizyjnego „Espreso”. Prowadził program autorski „Kniażycki”, głównym wątkiem programu były wywiady z ciekawymi ludźmi na ostre wątki o tematyce społecznej i politycznej. „Espreso” zdobyło popularność podczas Euromajdanu, kiedy stało się głównym kanałem telewizyjnym, na którym Ukraińcy obserwowali transmisję na żywo z najgorętszych punktów starć w stolicy. Stał się jednym z najpopularniejszych środków przekazu informacji na Ukrainie, który proponował widzowi ukraiński pogląd na świat oraz operatywne informacje o wydarzeniach na Ukrainie i świecie. Wśród popularnych programów były informacyjno-analityczne: „Politklub”, „Cz/B Show”, „O polityce”, „Szustrowa LIVE”, „Wartowi Espreso”, „PRO Zdrowie”, „Wieczór z Jegorem Czeczeryndą” oraz inne.

### Kariera polityczna
Kandydował w wyborach parlamentarnych w 2002 roku jako kandydat niezależny, w okręgu wyborczym № 117 (Region lwowski). Wybory przegrał – zdobył drugie miejsce z 14,4% głosów, za kandydatem Naszej Ukrainy, Pawłem Kaczurem. Skierował do sądu sprawę, oprotestowując wyniki wyborów, jednak przegrał w sądzie apelacyjnym regionu lwowskiego. Ze słów samego Kniażyckiego wynika, że właśnie w związku z jego kandydaturą do Rady Najwyższej Ukrainy, związane jest nagłe zwolnienie go z posady członka Krajowej Rady Radiofonii i Telewizji Ukrainy.
30 lipca 2012 roku do informacji publicznej została podana wiadomość o tym, że Kniażycki będzie kandydował do Rady Najwyższej Ukrainy z listy zjednoczonej opozycji partii „Batkiwszczyny” („Батьківщини”) z 11-m numerem. Na czas kampanii wziął urlop na posadzie dyrektora generalnego TVi. Po zostaniu posłem parlamentu ukraińskiego, stanął na czele podkomitetu do pytań telewizji i radiofonii Komitetu Rady Najwyższej do spraw Wolności Słowa i Informacji.
Od 27 listopada 2014 r. poseł parlamentu Ukrainy. Wybrany z ogólnokrajowego wielomandatowego okręgu wyborczego od Partii „Front Narodowy” („Народний фронт”). Od 4 grudnia 2014 r. przewodniczący Komisji Rady Najwyższej Ukrainy do spraw Kultury i Duchowości.
W 2016 roku Mykola Kniażycki został wybrany przewodniczącym ukraińskiej części Komisji Parlamentarnej stowarzyszenia Ukraina i Unii Europejskiej – „UCZ KPS” (УЧ ПКА) oraz współprzewodniczącym Grupy Parlamentarnej ds. Kontaktów Międzyparlamentarnych z Rzecząpospolitą Polską.
Jako przewodniczący UCZ KPS wspólnie z innymi posłami dążył do przyspieszenia procesów eurointegracji Ukrainy oraz wdrożenia norm europejskich do krajowego ustawodawstwa.
Jako współprzewodniczący grupy pracował nad pogłębieniem współpracy oraz dialogu pomiędzy kulturami obu krajów.
Wykonując obowiązki parlamentarzysty Rady Najwyższej Ukrainy, ukierunkowywał swoje inicjatywy ustawodawcze na wsparcie instytucji kultury oraz reformowanie gałęzi kultury. Mykoła Kniażycki jest m.in. autorem ustawy „O wprowadzeniu zmian do niektórych artykułów prawnych Ukrainy, dotyczących udoskonalenia systemu państwowego zarządzania w sferze wydawnictwa książek” (ustawa № 3084), który powołała do istnienia Ukraiński Instytut Książki, jako organ władzy wykonawczej, którego zadaniem była realizacja polityki państwowej w sferze wydawniczej, promocja książki ukraińskiej oraz czytania, wsparcie bibliotek publicznych. 27 listopada 2015 roku, jako jeden ze współautorów wniósł do Rady Najwyższej Ukrainy ustawę № 3081-d „O wsparciu państwowym kinematografii na Ukrainie”, która została uchwalona przez Radę Najwyższą 28 stycznia 2016 roku. Projekt ustawy wprowadzał mechanizmy wsparcia państwowej kinematografii, a również zwiększał możliwości walki z piractwem internetowym.
Kniażycki jest również jednym z autorów projektu „O wprowadzeniu zmian do niektórych artykułów prawnych Ukrainy, dotyczących wprowadzenia zasad pracy na podstawie kontraktu w gałęziach związanych z kulturą oraz procedury konkursowej naznaczania kierowników państwowych lub komunalnych ośrodków kultury” (№ 2669-д). Kniażycki zainicjował też projekt ustawy № 4303 „O wprowadzeniu zmian do niektórych artykułów prawnych Ukrainy, dotyczących ograniczenia wykorzystania produkcji medialnej kraju – agresora”, który miał na celu ochronę interesów narodowych oraz walkę z propagandą rosyjską. Projekt ustawy nie został poparty przez Radę Najwyższą Ukrainy.
W 2014 roku był inicjatorem ustawy „O wprowadzeniu zmian do niektórych artykułów prawnych Ukrainy, dotyczących zapewnienia przejrzystości w określaniu struktury własności zasobów masowej informacji, a również realizacji norm polityki państwowej w sferze telewizji i radiofonii”. W rezultacie przyjęcia tej ustawy przewidziane jest otwarcie dostępu do informacji na temat struktury własności podmiotów prowadzących działalność informacyjną, co ma chronić prawa widzów oraz słuchaczy, którzy powinni wiedzieć, kto stoi za tym czy innym źródłem informacji i wpływa na jego politykę informacyjną.
W 2016 roku została przyjęta ustawa „O wprowadzeniu zmian do ustawy O prawie autorskim i pokrewnych prawach, które regulują zasady wykorzystania obiektów prawa autorskiego w parodiach, karykaturach i potpourri”, autorem którego jest M. Kniażycki.
27 października 2016 roku Mykoła Kniażycki wspólnie z posłanką Wiktorią Siumar zarejestrowali projekt ustawy № 5313 „O wprowadzeniu zmian do niektórych artykułów prawnych Ukrainy, dotyczących języka wykorzystywanego w audiowizualnych (elektronicznych) zasobach informacji masowej”. Zaproponowali w niej wprowadzenie obowiązkowych minimalnych progów dotyczących ilości programów oraz filmów w języku ukraińskim.
W Radzie Najwyższej Ukrainy Kniażycki jest obecnie również członkiem grup międzyparlamentarnych relacji z Francją, Litwą, Izraelem, Łotwą, Australią, Kanadą i Stanami Zjednoczonymi.

## Rodzina
- Żona – Larysa Franciwna Kniażycka, nazwisko panieńskie Czechowska. Mykoła i Larysa wspólnie skończyli studia. Larysa Kniaźycka jest menedżerem prasowym, urodzona w roku 1970[2].
- Synowie – Leonid Kniażycki, urodzony w roku 1992[2] oraz Anton Kniażycki, urodzony w roku 2014.
- Córka – Anastazja, urodzona w roku 2005[22].